# Певец в Маске (Канада)
«Певец в маске Канада» (англ. The Masked Singer Canada) — канадское реалити-шоу, премьера которого состоялась на телеканале TVA 19 Сентября 2021 года. Это часть франшизы «Певец в маске», которая началась в Южной Корее, и в ней знаменитости поют песни, одетые в костюмы и маски, скрывающие их личность. Ведущий Гийом Леме-Тивьерж, в программе участники дискуссии угадывают личности знаменитостей, интерпретируя подсказки, предоставляемые им на протяжении каждого сезона. Члены жюри появляются в каждом эпизоде и голосуют вместе со зрителями за своего любимого певца после всех выступлений. Наименее популярные устраняются, снимая маску и раскрывая свою личность.
Чтобы их личности не были раскрыты до выхода в эфир каждого предварительно записанного эпизода, программа широко использует кодовые имена, маскировку, соглашения о неразглашении и команду охранников. Производственной группе не рекомендуется пользоваться телефонами во время съёмок, а зрители студии проходят через металлоискатель. Доставать телефоны во время съёмок строго запрещено.

## Правила
Идея проекта взята у южнокорейского телешоу King of Mask Singer, премьера которого состоялась в феврале 2015 года. В 2019—2020 годах шоу было адаптировано в таких странах, как США, Мексика, Германия, Россия и Испания, а в начале 2021-го канадский телеканал TVA сообщил, что на стадии подготовки находится канадская адаптация этого телешоу с датой премьеры 1 сезона 21 Сентября того же, 2021-го года. Ведущим проекта был назначен канадский актёр и режиссёр Гийом Леме-Тивьерж.
Шоу имело неимоверный успех, и уже через некоторое время после финала 1 сезона TVA сообщил, что проект продлён на 2 сезон.
Всего на данный момент у шоу вышло 3 сезона. 4 сезон был анонсирован в начале 2024-го года с датой премьеры осенью того же года.
В каждом сезоне выступает определённое количество масок, разделённых на равное количество групп. В каждом выпуске вступает 1 группа. В финал проходят 3 самых лучших маски. С помощью зрительского голосования зрители решают, кто должен покинуть проект, а кто должен пройти дальше.
Победитель шоу получает кубок и денежный приз.

## Список Сезонов
| Сезон | Кол-во Участников | Кол-во Эпизодов | Выходит(ил) в эфир                | 1-е место                                           | 2-е место                      | 3-е место                      |
| ----- | ----------------- | --------------- | --------------------------------- | --------------------------------------------------- | ------------------------------ | ------------------------------ |
| 1     | 15                | 11              | 19 Сентября 2021 — 18 Ноября 2021 | Уилфред ле Бутилье и Мари-Элен Тибер - Неразлучники | Джейсон Рой-Левейлье - Индюк   | Джоанна Блуэн - Свадебная Сова |
| 2     | 15                | 12              | 18 Сентября 2022 — 4 Декабря 2022 | Вероника Клаво - Королева Дня и Ночи                | Людовик Буржуа - Робот         | Пьер-Ив Лорд - Супер-Выдра     |
| 3     | 16                | 12              | 17 Сентября 2023 — 3 Декабря 2023 | Мишель Куртеманш - Хамелеон                         | Мари Дениз Пеллетье - Мутантка | Рита Бага - Лев                |

## 1 Сезон
Премьера 1 сезона телепроекта «Певец в Маске Канада» состоялась на телеканале TVA 19  Сентября 2021 года. Финал состоялся 18 Ноября того же года. Ведущим проекта был назначен актер и телеведущий Гийом Леме-Тивьерж. Членами жюри были назначены комик и актер Сэм Бретон, певица и импрессионистка Вероника Дикер, актриса и телеведущая Анук Мюнье, певец и автор песен Марк Дюпре и актер и комик Стефан Руссо.
Список Участников :
| Персонаж         | Знаменитость         | Профессия              | Эпизоды | Эпизоды | Эпизоды | Эпизоды | Эпизоды | Эпизоды | Эпизоды | Эпизоды | Эпизоды | Эпизоды | Эпизоды |
| Персонаж         | Знаменитость         | Профессия              | 1       | 2       | 3       | 4       | 5       | 6       | 7       | 8       | 9       | 10      | 11      |
| ---------------- | -------------------- | ---------------------- | ------- | ------- | ------- | ------- | ------- | ------- | ------- | ------- | ------- | ------- | ------- |
| Неразлучники     | Уилфред ле Бутилье   | певцы                  |         |         |         |         |         |         |         |         |         |         |         |
| Неразлучники     | Мари-Элен Тибер      | певцы                  |         |         |         |         |         |         |         |         |         |         |         |
| Индюк            | Джейсон Рой-Левейлье | актер, телеведущий     |         |         |         |         |         |         |         |         |         |         |         |
| Свадебная Сова   | Джоанна Блуэн        | певица, автор песен    |         |         |         |         |         |         |         |         |         |         |         |
| Моль             | Брюно Пельтье        | певец, актер           |         |         |         |         |         |         |         |         |         |         |         |
| Бабочка          | Людивин Рединг       | актриса, телеведущая   |         |         |         |         |         |         |         |         |         |         |         |
| Железный Лось    | Доминик Пак          | комик, актер           |         |         |         |         |         |         |         |         |         |         |         |
| Фастфуд          | Энни Броколи         | актриса, певица        |         |         |         |         |         |         |         |         |         |         |         |
| Торт             | Александр Депати     | прыгун в воду          |         |         |         |         |         |         |         |         |         |         |         |
| Гладиатор        | Лизе Дион            | комедиантка, актриса   |         |         |         |         |         |         |         |         |         |         |         |
| Египетская Кошка | Софи Тибо            | телеведущая, журналист |         |         |         |         |         |         |         |         |         |         |         |
| Космо-Королева   | Лиза Ватье           | бизнесвумен, продавец  |         |         |         |         |         |         |         |         |         |         |         |
| Овца             | Мари-Клод Баррет     | телеведущая, актриса   |         |         |         |         |         |         |         |         |         |         |         |
| Бобёр            | Норманд Братуэйт     | комик, телеведущий     |         |         |         |         |         |         |         |         |         |         |         |
| Форель           | Пьер Брассар         | актер, комик           |         |         |         |         |         |         |         |         |         |         |         |
| Тюлень           | Мишель Бержерон      | хоккейный тренер       |         |         |         |         |         |         |         |         |         |         |         |

 Участник стал победителем шоу
 Участник занял второе место
 Участник занял третье место
 Участник прошёл дальше
 Участник стал номинантом на выбывание, но остался в шоу
 Участник покинул шоу и раскрыл свою личность
 Участник не принимал участие в этом эпизоде

## 2 Сезон
Премьера 2 сезона телепроекта «Певец в Маске Канада» состоялась на телеканале TVA 18  Сентября 2022 года. Финал состоялся 4 Декабря того же года. Гийом Леме-Тивьерж, Сэм Бретон, Вероника Дикер, Анук Мюнье и Стефан Руссо вернулись на роли ведущего и членов жюри.
Марк Дюпре не смог вернуться на роль члена жюри.
Список Участников :
| Персонаж            | Знаменитость        | Профессия                 | Эпизоды | Эпизоды | Эпизоды | Эпизоды | Эпизоды | Эпизоды | Эпизоды | Эпизоды | Эпизоды | Эпизоды | Эпизоды | Эпизоды |
| Персонаж            | Знаменитость        | Профессия                 | 1       | 2       | 3       | 4       | 5       | 6       | 7       | 8       | 9       | 10      | 11      | 12      |
| ------------------- | ------------------- | ------------------------- | ------- | ------- | ------- | ------- | ------- | ------- | ------- | ------- | ------- | ------- | ------- | ------- |
| Королева Дня и Ночи | Вероника Клаво      | певица, актриса           |         |         |         |         |         |         |         |         |         |         |         |         |
| Робот               | Людовик Буржуа      | певец, автор песен        |         |         |         |         |         |         |         |         |         |         |         |         |
| Супер-Выдра         | Пьер-Ив Лорд        | телеведущий, радиоведущий |         |         |         |         |         |         |         |         |         |         |         |         |
| Светлячок           | Вероника Беливо     | рок-певица, актриса       |         |         |         |         |         |         |         |         |         |         |         |         |
| Слон                | Мод Герин           | актриса кино и ТВ         |         |         |         |         |         |         |         |         |         |         |         |         |
| Скунс               | Лоуренс Жальбер     | певица, автор песен       |         |         |         |         |         |         |         |         |         |         |         |         |
| Шериф Лобстер       | Жак Ружо            | проф. борец               |         |         |         |         |         |         |         |         |         |         |         |         |
| Мандрил             | Стефан Арчамбо      | актер, певец              |         |         |         |         |         |         |         |         |         |         |         |         |
| Ёж                  | Патрик Норман       | певец, музыкант           |         |         |         |         |         |         |         |         |         |         |         |         |
| Малыш Белуга        | Мариана Мазза       | актриса, комедиантка      |         |         |         |         |         |         |         |         |         |         |         |         |
| Феникс              | Робер Пише          | бывший летчик             |         |         |         |         |         |         |         |         |         |         |         |         |
| Лягушка-Бык         | Дэни Теркотт        | комик, телеведущий        |         |         |         |         |         |         |         |         |         |         |         |         |
| Лиса                | Моника Жером-Форгет | политик, психолог         |         |         |         |         |         |         |         |         |         |         |         |         |
| Пастуший Пирог      | Матье Барон         | актер, сценарист          |         |         |         |         |         |         |         |         |         |         |         |         |
| Коктейль Тики       | Денис Бомбардье     | журналист, писатель       |         |         |         |         |         |         |         |         |         |         |         |         |

 Участник стал победителем шоу
 Участник занял второе место
 Участник занял третье место
 Участник прошёл дальше
 Участник стал номинантом на выбывание, но остался в шоу
 Участник покинул шоу и раскрыл свою личность
 Участник не принимал участие в этом эпизоде

## 3 Сезон
Премьера 3 сезона телепроекта «Певец в Маске Канада» состоялась на телеканале TVA 17  Сентября 2023 года. Финал состоялся 3 Декабря того же года. Гийом Леме-Тивьерж, Сэм Бретон, Вероника Дикер, Анук Мюнье и Стефан Руссо вернулись на роли ведущего и членов жюри.
Также в этом сезоне впервые появляется маска-вайлдкарт, которая присоединяется к обычным маскам ближе к середине сезона, а не в начале. Маска-вайлдкарт будет помечена как (ВД).
Список Участников :
| Персонаж          | Знаменитость        | Профессия             | Эпизоды | Эпизоды | Эпизоды | Эпизоды | Эпизоды | Эпизоды | Эпизоды | Эпизоды | Эпизоды | Эпизоды | Эпизоды | Эпизоды |
| Персонаж          | Знаменитость        | Профессия             | 1       | 2       | 3       | 4       | 5       | 6       | 7       | 8       | 9       | 10      | 11      | 12      |
| ----------------- | ------------------- | --------------------- | ------- | ------- | ------- | ------- | ------- | ------- | ------- | ------- | ------- | ------- | ------- | ------- |
| Хамелеон          | Мишель Куртеманш    | комик, актер          |         |         |         |         |         |         |         |         |         |         |         |         |
| Мутантка          | Мари Дениз Пеллетье | певец, автор песен    |         |         |         |         |         |         |         |         |         |         |         |         |
| Лев               | Рита Бага           | певица, телеведущая   |         |         |         |         |         |         |         |         |         |         |         |         |
| Волк (ВД)         | Марио Пелчат        | певец, автор песен    |         |         |         |         |         |         |         |         |         |         |         |         |
| Ледяная Балерина  | Джули Рингетт       | актриса, телеведущая  |         |         |         |         |         |         |         |         |         |         |         |         |
| Любовники         | Элис Маркизи        | актриса, радиоведущая |         |         |         |         |         |         |         |         |         |         |         |         |
| Любовники         | Джоэль Лежандр      | актер, телеведущий    |         |         |         |         |         |         |         |         |         |         |         |         |
| Астронавт         | Дэмиен Робитайл     | певец, музыкант       |         |         |         |         |         |         |         |         |         |         |         |         |
| Кукла             | Маи Паймен          | актриса кино и ТВ     |         |         |         |         |         |         |         |         |         |         |         |         |
| Собака            | Патрис Л’Экуаер     | актер, сценарист      |         |         |         |         |         |         |         |         |         |         |         |         |
| Спецагент Пингвин | Эрик Кауэтт         | певец, вокалист       |         |         |         |         |         |         |         |         |         |         |         |         |
| Динозавр          | Ален Дюма           | певец, музыкант       |         |         |         |         |         |         |         |         |         |         |         |         |
| Дорожный Конус    | Матье Дюфур         | актер, комик          |         |         |         |         |         |         |         |         |         |         |         |         |
| Гагара            | Эдит Батлер         | певица, автор песен   |         |         |         |         |         |         |         |         |         |         |         |         |
| Дракон            | Дэвид Мориссетт     | бывший хоккеист       |         |         |         |         |         |         |         |         |         |         |         |         |
| Попкорн           | Сестра Анжель       | монахиня, писатель    |         |         |         |         |         |         |         |         |         |         |         |         |
| Морской Конёк     | Фабьен Лярош        | актриса, продюсер     |         |         |         |         |         |         |         |         |         |         |         |         |

 Участник стал победителем шоу
 Участник занял второе место
 Участник занял третье место
 Участник прошёл дальше
 Участник стал номинантом на выбывание, но остался в шоу
 Участник покинул шоу и раскрыл свою личность
 Участник не принимал участие в этом эпизоде